# 672

## Nașteri
- dată necunoscută: Beda Venerabilul  (d. 735)

## Decese
- 30 ianuarie: Papa Vitalian  (n. 600)
- 2 martie: Chad de Lichfield  (n. 634)